# Alessandro Ghiretti
Alessandro Ghiretti (Montauban, Francia; 8 de enero de 2002) es un piloto de automovilismo francés. Actualmente compite en la Ultimate Cup Series con Martinet by Alméras. En el pasado fue miembro de la Academia Sauber.

## Carrera

### Inicios
Ghiretti comenzó a andar en karting a la edad de siete años, reclamando numerosos títulos en su carrera, incluido el primer lugar de la Final Nacional IAME X30 Junior 2016 en Lavilledieu y el tercer lugar del Challenge Europa X30 Junior B en Castelletto.

### Fórmula 4
En 2017, Ghiretti subió a los monoplazas y disputó el Campeonato de Italia de Fórmula 4 con BDL Motorsport.
En diciembre de 2018, Ghiretti firmó con el equipo británico Dragon Hitech GP para participar en el Campeonato Invernal Asiático de F3 de 2019.
En 2019 disputó la ADAC Fórmula 4 con US Racing-CHRS. En noviembre, asistió a las pruebas de postemporada de la Eurocopa de Fórmula Renault, en Monza con ART Grand Prix y en Paul Ricard con Bhaitech. En marzo de 2020 participó en la prueba de pretemporada en el Circuito Ricardo Tormo con MP Motorsport.

## Resumen de carrera
| Temporada | Categoría                                            | Equipo              | Carreras     | Victorias    | Poles        | VR           | Podios       | Puntos       | Pos.         |
| --------- | ---------------------------------------------------- | ------------------- | ------------ | ------------ | ------------ | ------------ | ------------ | ------------ | ------------ |
| 2017      | Campeonato de Italia de Fórmula 4                    | BDL Motorsport      | 6            | 0            | 0            | 0            | 0            | 0            | NC†          |
| 2017-18   | Campeonato del Sudeste Asiático de Fórmula 4         | Meritus.GP          | 6            | 1            | 0            | 1            | 5            | 92           | 11.º         |
| 2018      | Campeonato del Sudeste Asiático de Fórmula 4         | Meritus.GP          | 24           | 14           | 4            | 12           | 21           | 446          | 1.º          |
| 2018      | Campeonato Francés de F4                             | FFSA Academy        | 6            | 0            | 0            | 0            | 2            | 0            | NC†          |
| 2019      | ADAC Fórmula 4                                       | US Racing-CHRS      | 20           | 0            | 0            | 0            | 3            | 136          | 6.º          |
| 2019      | Campeonato Invernal Asiático de F3                   | Dragon Hitech GP    | 9            | 0            | 0            | 0            | 4            | 106          | 3.º          |
| 2020      | Le Mans Cup - LMP3                                   | Team Virage         | 1            | 0            | 0            | 1            | 0            | 0            | NC†          |
| 2020      | Ultimate Cup Series - Proto P3                       | Team Virage         | 3            | 2            | ?            | ?            | 3            | 68           | 2.º          |
| 2021      | Porsche Carrera Cup France                           | Martinet by Alméras | 12           | 0            | 0            | 1            | 6            | 181          | 4.º          |
| 2021      | Porsche Supercup                                     | Martinet by Alméras | 1            | 0            | 0            | 0            | 0            | 0            | NC†          |
| 2022      | Porsche Carrera Cup France                           | Martinet by Alméras | 12           | 0            | ?            | ?            | 5            | 139          | 3.º          |
| 2022      | Ultimate Cup Series - Endurance GT Touring Challenge | Martinet by Alméras | 2            | 0            | 2            | 1            | 1            | 28           | 9.º          |
| 2023      | Ultimate Cup Series - Endurance GT Touring Challenge | Martinet by Alméras | Disputándose | Disputándose | Disputándose | Disputándose | Disputándose | Disputándose | Disputándose |
| Fuente:   |                                                      |                     |              |              |              |              |              |              |              |

## Resultados

### ADAC Fórmula 4
(Clave) (negrita indica pole position) (cursiva indica vuelta rápida)

| Año  | Equipo         | 1   | 1   | 1   | 2   | 2   | 2   | 3    | 3    | 4   | 4   | 4   | 5   | 5   | 5   | 6    | 6    | 6    | 7   | 7   | 7   | Pos | Puntos |
| ---- | -------------- | --- | --- | --- | --- | --- | --- | ---- | ---- | --- | --- | --- | --- | --- | --- | ---- | ---- | ---- | --- | --- | --- | --- | ------ |
| 2019 | US Racing-CHRS | OSC | OSC | OSC | SPI | SPI | SPI | HOC1 | HOC1 | ZAN | ZAN | ZAN | NÜR | NÜR | NÜR | HOC2 | HOC2 | HOC2 | SAC | SAC | SAC | 6.º | 136    |
| 2019 | US Racing-CHRS | 10  | 7   | 3   | 2   | Ret | 6   | 18   | 6    | 13  | 4   | 2   | 4   | 4   | 4   | Ret  | 14   | 8    | 8   | 7   | DSQ | 6.º | 136    |

## Vida personal
Alessandro nació en Montauban en una familia de origen italiano. Su padre, Alain Ghiretti, es un empresario de la construcción metálica. En la década de 1980, su padre era piloto de carreras en Fórmula Renault y Fórmula 3000. Desde agosto de 2017, la familia de Alessandro reside en Marrakech.